# Chalinidae
Famille
Synonymes
- Adociidae de Laubenfels, 1936
- Gelliadae Gray, 1872
- Gelliidae Gray, 1872
- Gelliinae Gray, 1872
- Haliclonidae de Laubenfels, 1932
- Renieridae Schmidt, 1870
- Renierinae Schmidt, 1870

Les Chalinidae forment une famille de spongiaires de l'ordre Haplosclerida.

## Liste des genres
Selon World Register of Marine Species (5 mai 2016) :
- genre Chalinula Schmidt, 1868
- genre Cladocroce Topsent, 1892
- genre Dendrectilla Pulitzer-Finali, 1983
- genre Dendroxea Griessinger, 1971
- genre Haliclona Grant, 1836